# Taye Atske Selassie
Taye Atske Selassie (in amarico  ታዬ አጽቀሥላሴ ; Debarec, 13 gennaio 1956) è un politico e diplomatico etiope.